# Le Glaizil
 (mars 2015).
Si vous disposez d'ouvrages ou d'articles de référence ou si vous connaissez des sites web de qualité traitant du thème abordé ici, merci de compléter l'article en donnant les références utiles à sa vérifiabilité et en les liant à la section « Notes et références ».
Le Glaizil est une commune française située dans le département des Hautes-Alpes, en région Provence-Alpes-Côte d'Azur.

## Géographie

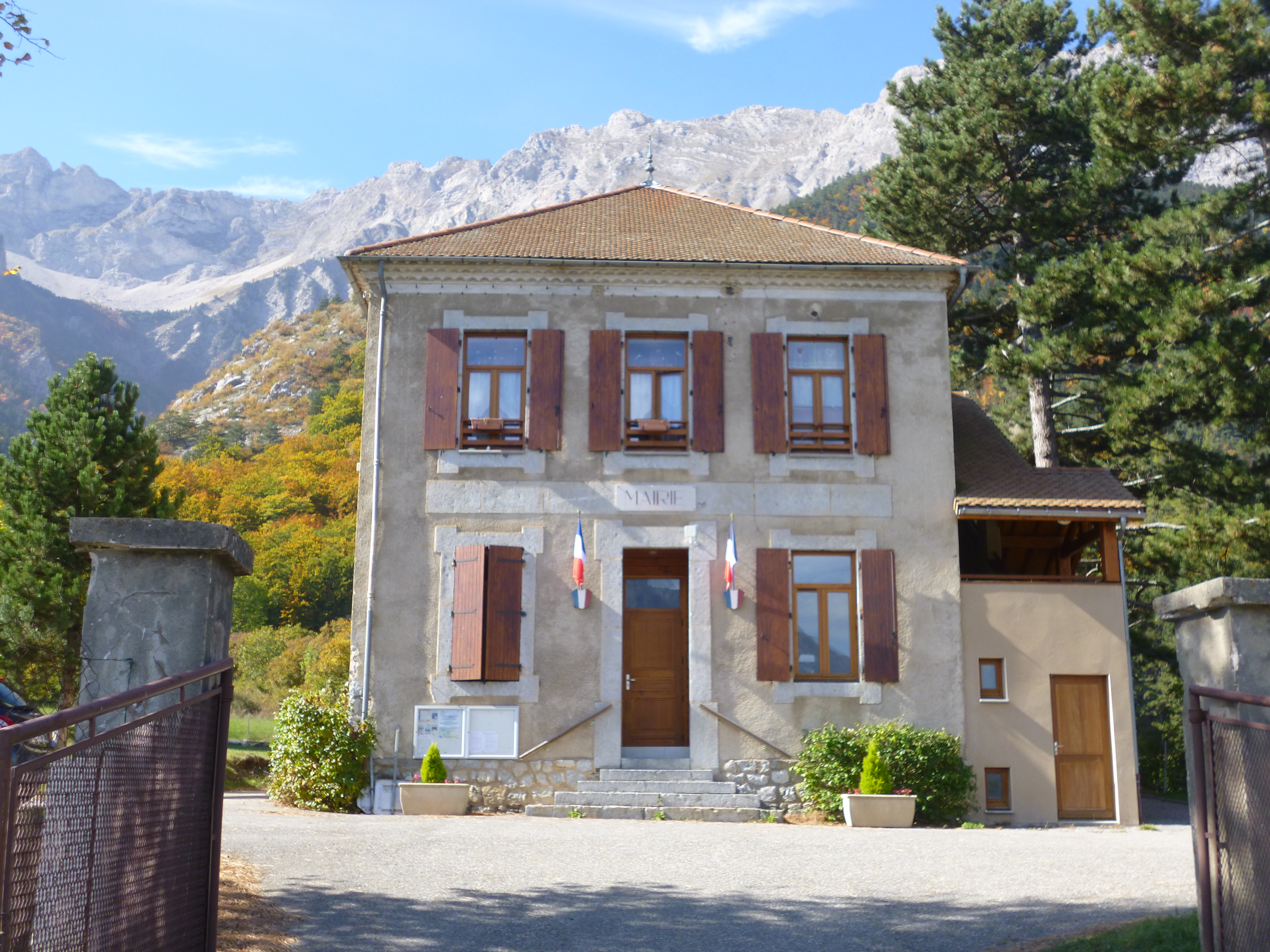
La mairie.
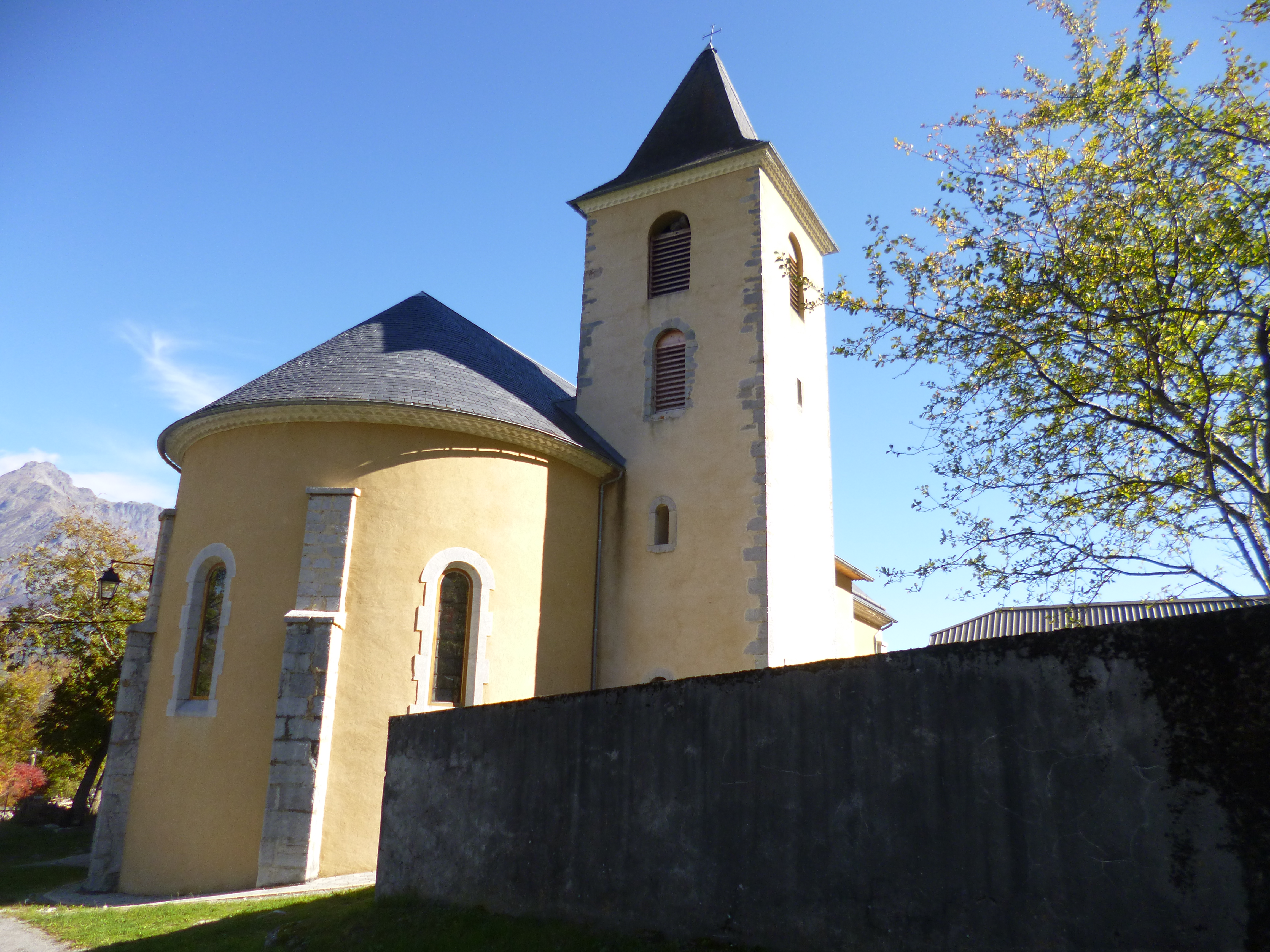
L'église.
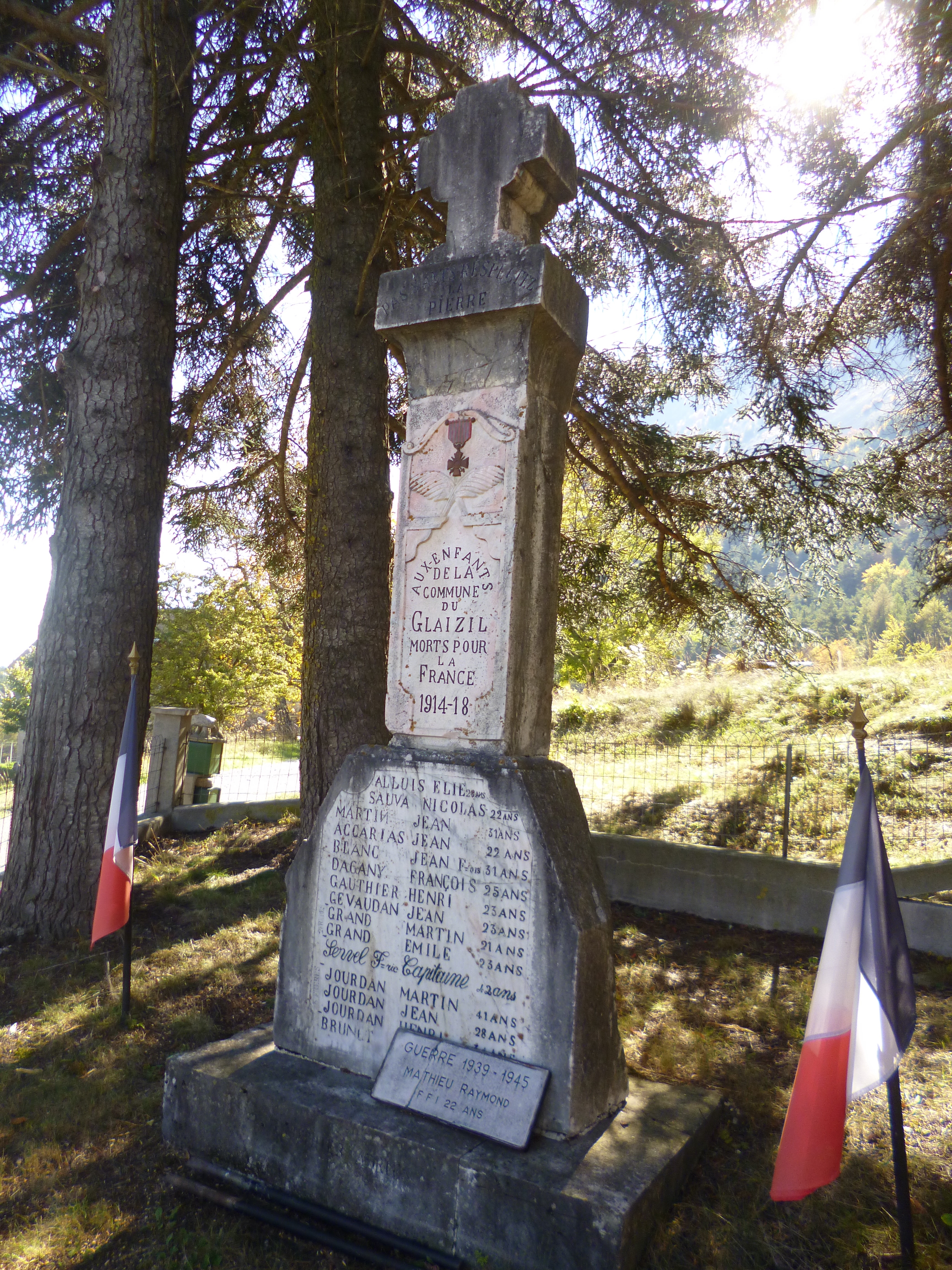
Le monument aux morts.
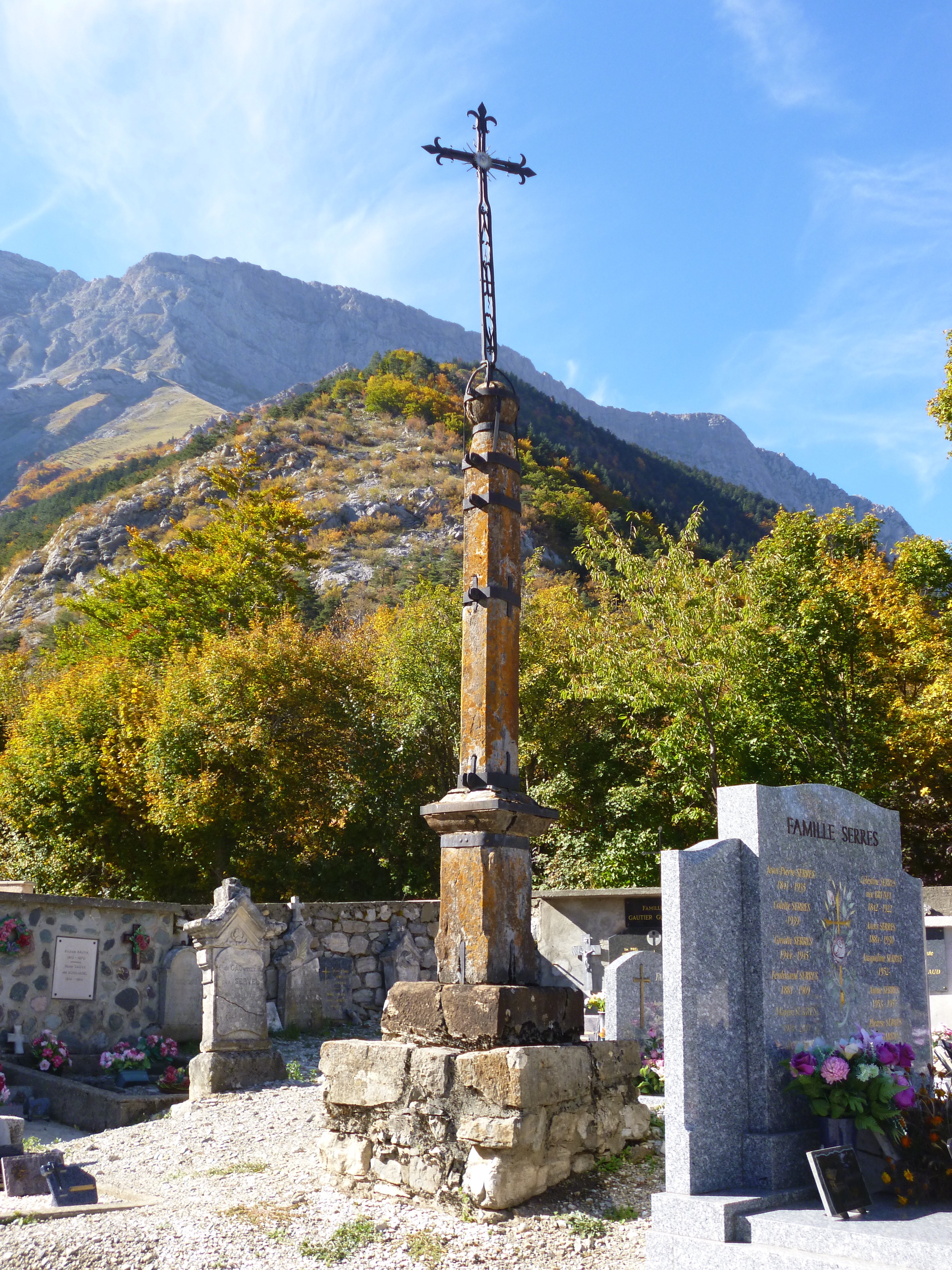
La croix du cimetière (1771).
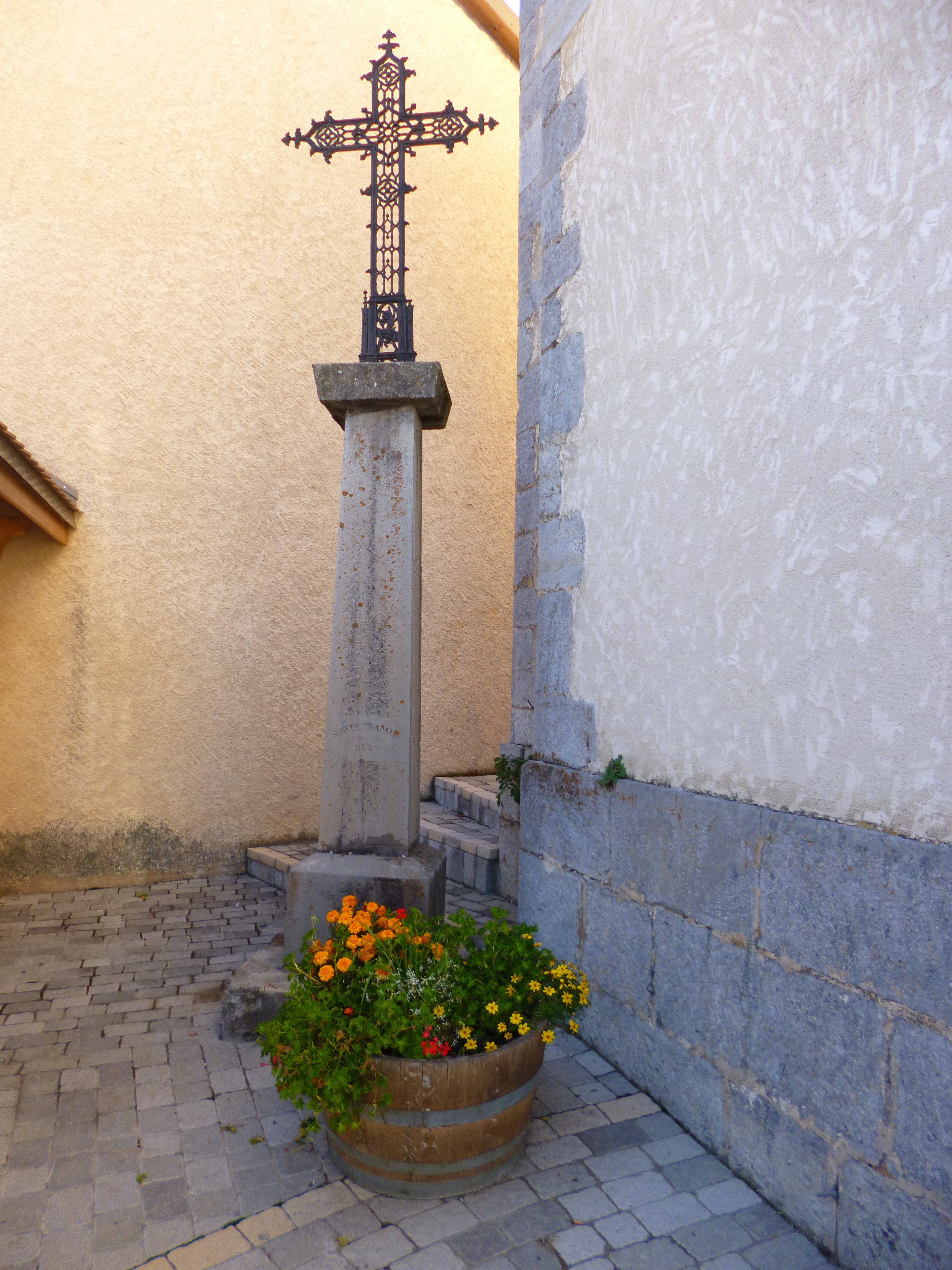
La croix devant l'église (1889).

### Climat
Pour des articles plus généraux, voir Climat de Provence-Alpes-Côte d'Azur et Climat des Hautes-Alpes.
En 2010, le climat de la commune est de type climat de montagne, selon une étude du Centre national de la recherche scientifique s'appuyant sur une série de données couvrant la période 1971-2000. En 2020, Météo-France publie une typologie des climats de la France métropolitaine dans laquelle la commune est exposée à un climat de montagne ou de marges de montagne et est dans la région climatique Alpes du sud, caractérisée par une pluviométrie annuelle de 850 à 1 000 mm, minimale en été.
Pour la période 1971-2000, la température annuelle moyenne est de 9,2 °C, avec une amplitude thermique annuelle de 17,9 °C. Le cumul annuel moyen de précipitations est de 1 039 mm, avec 8,6 jours de précipitations en janvier et 6,1 jours en juillet. Pour la période 1991-2020, la température moyenne annuelle observée sur la station météorologique de Météo-France la plus proche, « Saint-Firmin », sur la commune de Saint-Firmin à 5 km à vol d'oiseau, est de 9,6 °C et le cumul annuel moyen de précipitations est de 1 120,1 mm. 
La température maximale relevée sur cette station est de 38,2 °C, atteinte le 24 août 2023 ; la température minimale est de −23,5 °C, atteinte le 27 décembre 1962,,.
Les paramètres climatiques de la commune ont été estimés pour le milieu du siècle (2041-2070) selon différents scénarios d'émission de gaz à effet de serre à partir des nouvelles projections climatiques de référence DRIAS-2020. Ils sont consultables sur un site dédié publié par Météo-France en novembre 2022.

## Urbanisme

### Typologie
Au 1er janvier 2024, Le Glaizil est catégorisée commune rurale à habitat dispersé, selon la nouvelle grille communale de densité à 7 niveaux définie par l'Insee en 2022.
Elle est située hors unité urbaine. Par ailleurs la commune fait partie de l'aire d'attraction de Gap, dont elle est une commune de la couronne,. Cette aire, qui regroupe 73 communes, est catégorisée dans les aires de 50 000 à moins de 200 000 habitants,.

### Occupation des sols
L'occupation des sols de la commune, telle qu'elle ressort de la base de données européenne d’occupation biophysique des sols Corine Land Cover (CLC), est marquée par l'importance des forêts et milieux semi-naturels (72,6 % en 2018), une proportion sensiblement équivalente à celle de 1990 (72,4 %). La répartition détaillée en 2018 est la suivante : 
forêts (35,2 %), espaces ouverts, sans ou avec peu de végétation (29,8 %), prairies (18,3 %), zones agricoles hétérogènes (7,6 %), milieux à végétation arbustive et/ou herbacée (7,6 %), terres arables (1,5 %).
L'évolution de l’occupation des sols de la commune et de ses infrastructures peut être observée sur les différentes représentations cartographiques du territoire : la carte de Cassini (XVIIIe siècle), la carte d'état-major (1820-1866) et les cartes ou photos aériennes de l'IGN pour la période actuelle (1950 à aujourd'hui).

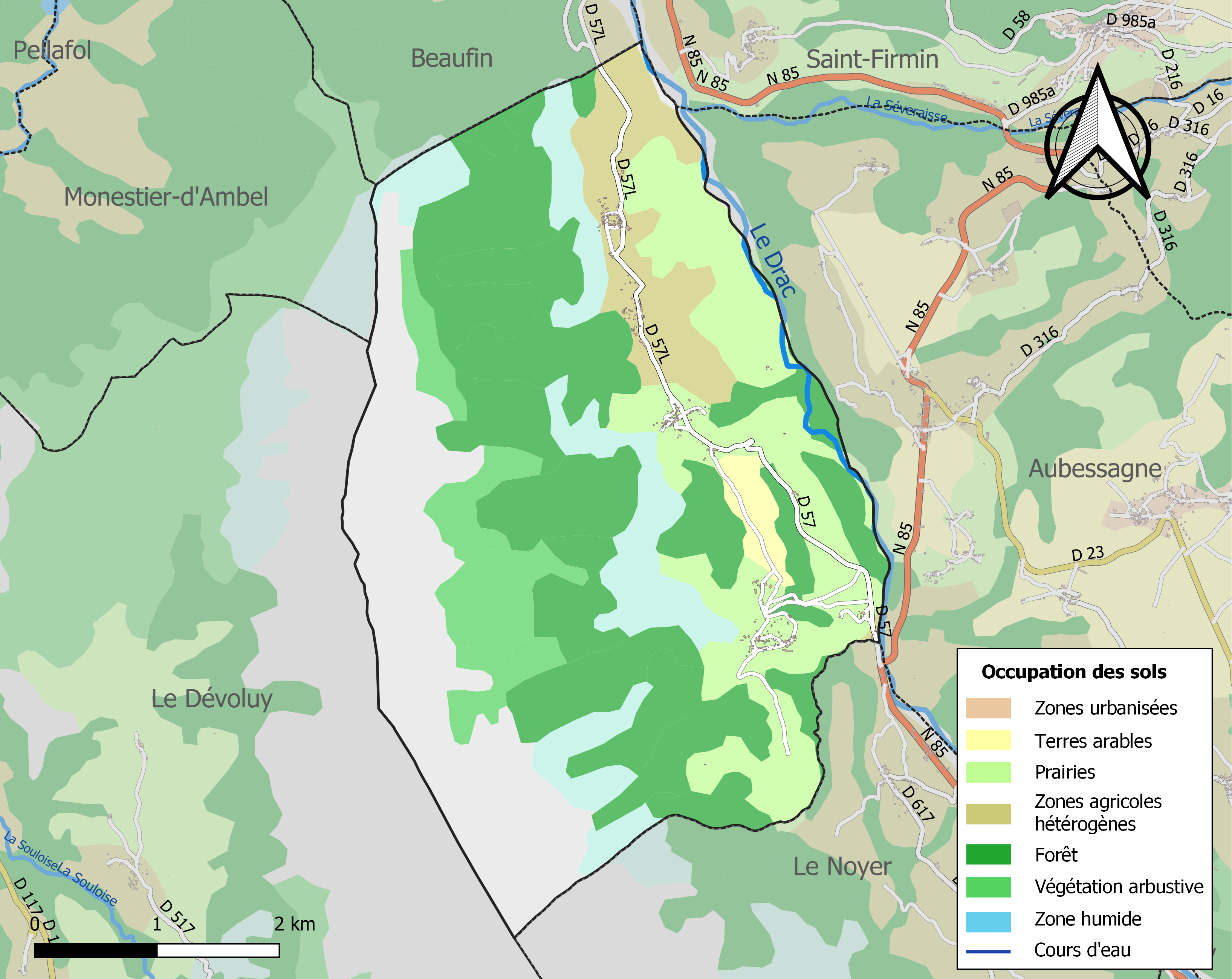
Carte de l'occupation des sols de la commune en 2018 (CLC).

## Toponyme
Le Glaizil, en occitan haut-alpin Lo Glaiziu, est attesté sous la forme latinisée Glaysilium en 1271 dans le cartulaire de l'abbaye de Valbonne; le Gleysil en 1516.
De l'occitan gleisa « église » et du suffixe diminutif -il au sens de « petite église ».
Il ressemble au toponyme Les Gleizolles de Saint-Paul-sur-Ubaye, lui aussi issu de l'occitan gleisa, mais avec un autre suffixe. Il s'explique peut-être par l'existence d'une église primitive en ces lieux, qui aurait brûlé au XIXe siècle et dont la tour a été détruite en 1960 car elle menaçait de s'écrouler. Le terme latin ecclesia dont provient l'occitan gleisa peut recouvrir la notion d'église, au sens non pas de bâtiment ou d'édifice, mais de groupe de chrétiens constitué ou d'implantation monastique.

## Histoire
À la fin du XVIe siècle, François de Lesdiguières, natif de Saint-Bonnet et chef des protestants du Champsaur, fit construire un château fort au lieudit les Diguières, au nord du village du Glaizil. Cette seigneurie lui permit de devenir « duc de Lesdiguières ».
La tour carrée du cimetière du Glaizil, positionnée au cœur de l'actuel cimetière, serait le vestige d'une église romane et d'une tour de vigie construites vers le XIIe siècle au cœur même du village. L'église aurait brûlé au XIXe siècle et la tour a été détruite en 1960 car elle menaçait de s'écrouler.

## Politique et administration
| Période                                  | Période      | Identité             | Étiquette | Qualité                           |
| ---------------------------------------- | ------------ | -------------------- | --------- | --------------------------------- |
| Les données manquantes sont à compléter. |              |                      |           |                                   |
| mars 1965                                | mars 1971    | Joseph Garnier       |           |                                   |
| mars 1971                                | mars 1983    | René Arques          |           |                                   |
| mars 1983                                | mars 1989    | Marie-Hélène Servel  |           |                                   |
| mars 1989                                | avril 2007   | Albert Mazet         | DVD       |                                   |
| avril 2007                               | juillet 2020 | Jean-Pierre Gauthier |           | Retraité agricole                 |
| juillet 2020                             | En cours     | François Collin,     |           | Ancienne profession intermédiaire |

## Démographie
L'évolution du nombre d'habitants est connue à travers les recensements de la population effectués dans la commune depuis 1793. Pour les communes de moins de 10 000 habitants, une enquête de recensement portant sur toute la population est réalisée tous les cinq ans, les populations de référence des années intermédiaires étant quant à elles estimées par interpolation ou extrapolation. Pour la commune, le premier recensement exhaustif entrant dans le cadre du nouveau dispositif a été réalisé en 2006.

En 2022, la commune comptait 176 habitants, en évolution de +3,53 % par rapport à 2016 (Hautes-Alpes : +0,4 %, France hors Mayotte : +2,11 %).
| 1793 | 1800 | 1806 | 1821 | 1831 | 1836 | 1841 | 1846 | 1851 |
| ---- | ---- | ---- | ---- | ---- | ---- | ---- | ---- | ---- |
| 562  | 324  | 571  | 562  | 613  | 580  | 580  | 635  | 609  |

| 1856 | 1861 | 1866 | 1872 | 1876 | 1881 | 1886 | 1891 | 1896 |
| ---- | ---- | ---- | ---- | ---- | ---- | ---- | ---- | ---- |
| 532  | 625  | 575  | 558  | 544  | 531  | 519  | 511  | 497  |

| 1901 | 1906 | 1911 | 1921 | 1926 | 1931 | 1936 | 1946 | 1954 |
| ---- | ---- | ---- | ---- | ---- | ---- | ---- | ---- | ---- |
| 427  | 428  | 424  | 329  | 336  | 291  | 306  | 306  | 220  |

| 1962 | 1968 | 1975 | 1982 | 1990 | 1999 | 2006 | 2011 | 2016 |
| ---- | ---- | ---- | ---- | ---- | ---- | ---- | ---- | ---- |
| 195  | 155  | 168  | 175  | 169  | 179  | 166  | 185  | 170  |

| 2021 | 2022 | - | - | - | - | - | - | - |
| ---- | ---- | - | - | - | - | - | - | - |
| 171  | 176  | - | - | - | - | - | - | - |

## Culture locale et patrimoine

### Lieux et monuments
Du château de François de Bonne, construit à la fin du XVIe siècle, il reste aujourd'hui, au hameau qui porte encore le nom de les Diguières, des ruines assez imposantes, qui reflètent assez bien l'importance du personnage et la position géographique du village à l'entrée du défilé du Drac, face à Saint-Firmin et à son château.
- Église Saint-Jacques-et-Saint-Ambroise du Glaizil.
- Chapelle Notre-Dame-de-l'Annonciation de Pouillardenq.

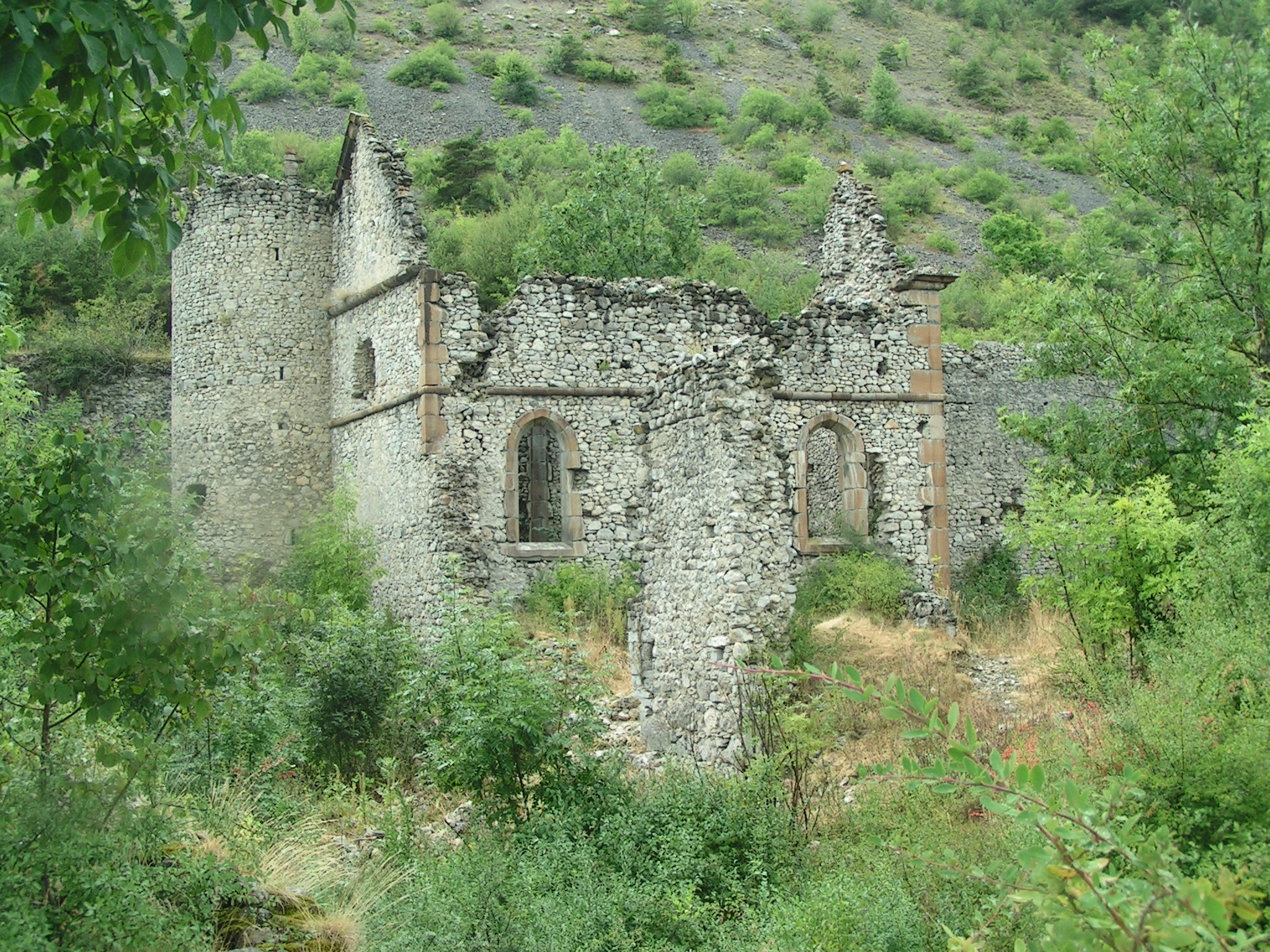
Ruines du château de Lesdiguières.
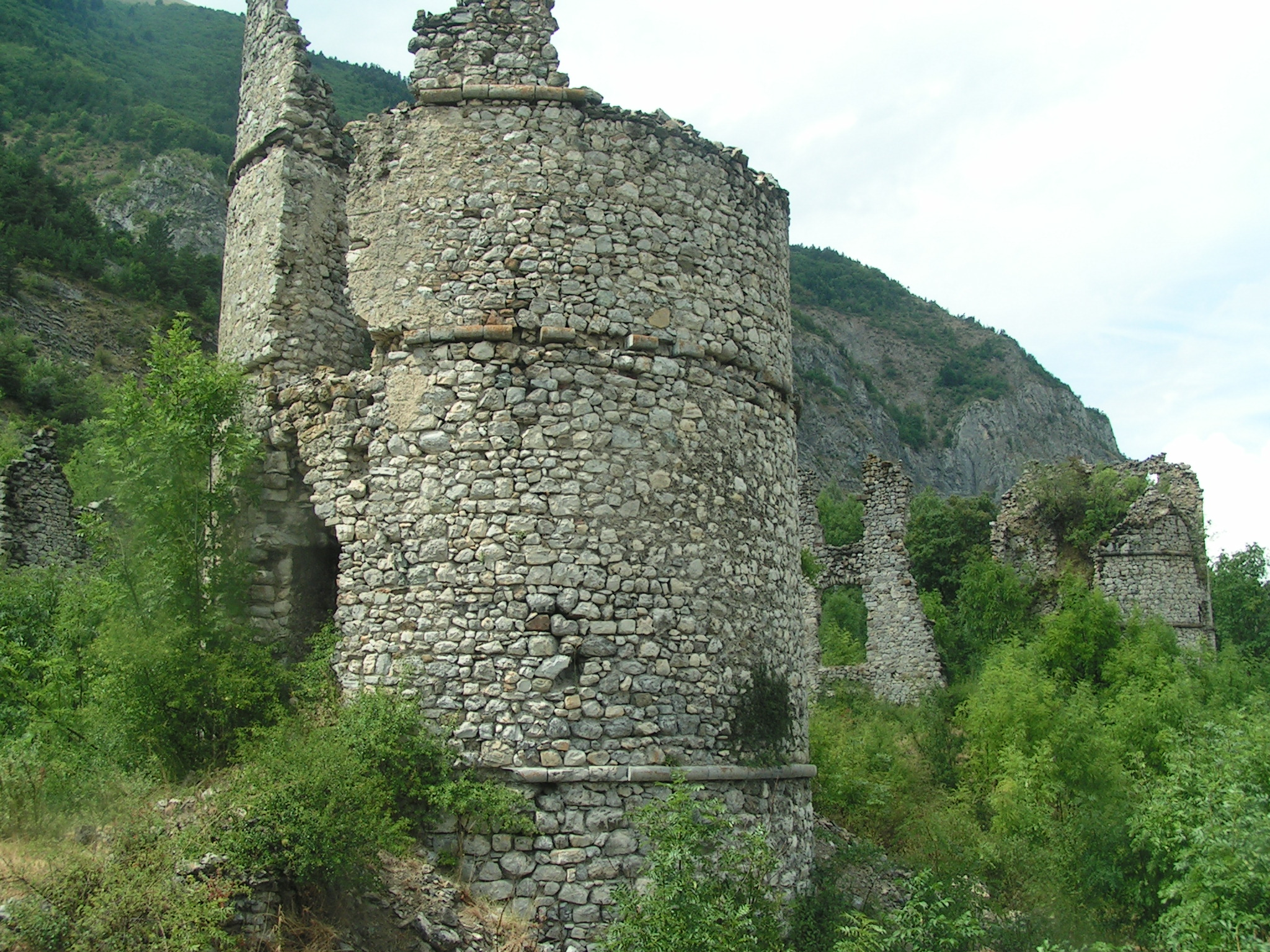
Ruines du château de Lesdiguières.
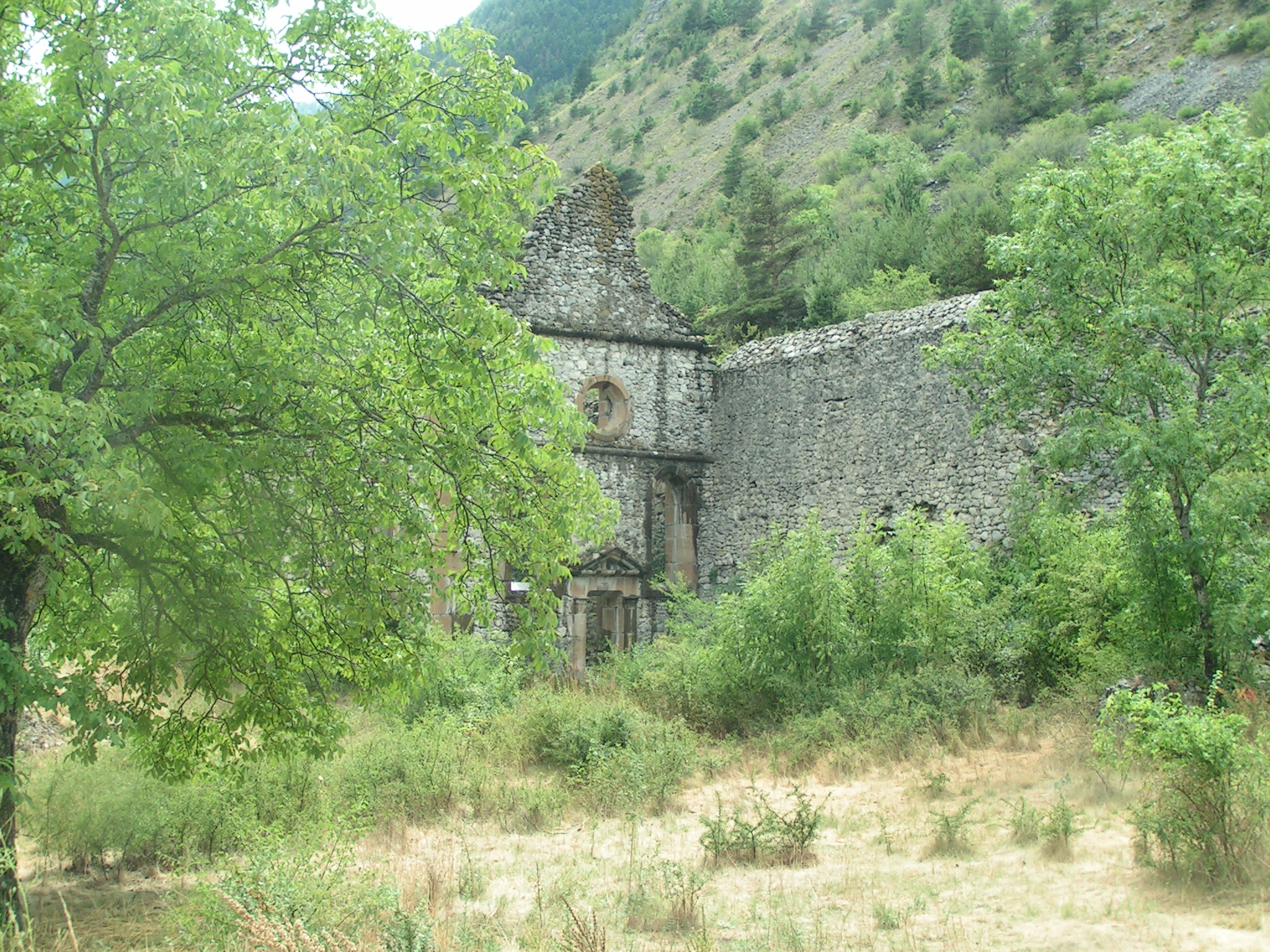
Ruines du château de Lesdiguières.
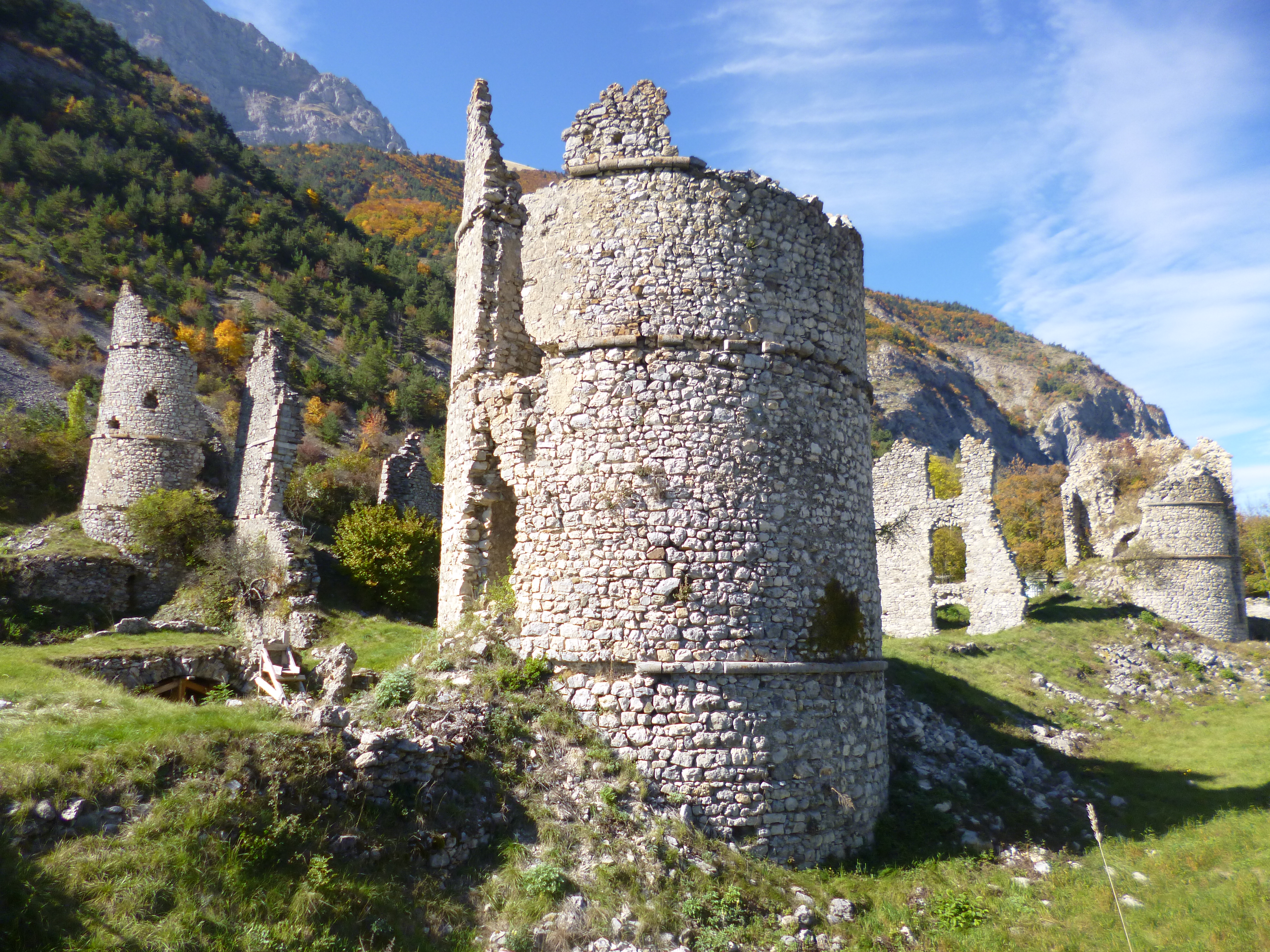
Ruines du château de Lesdiguières.
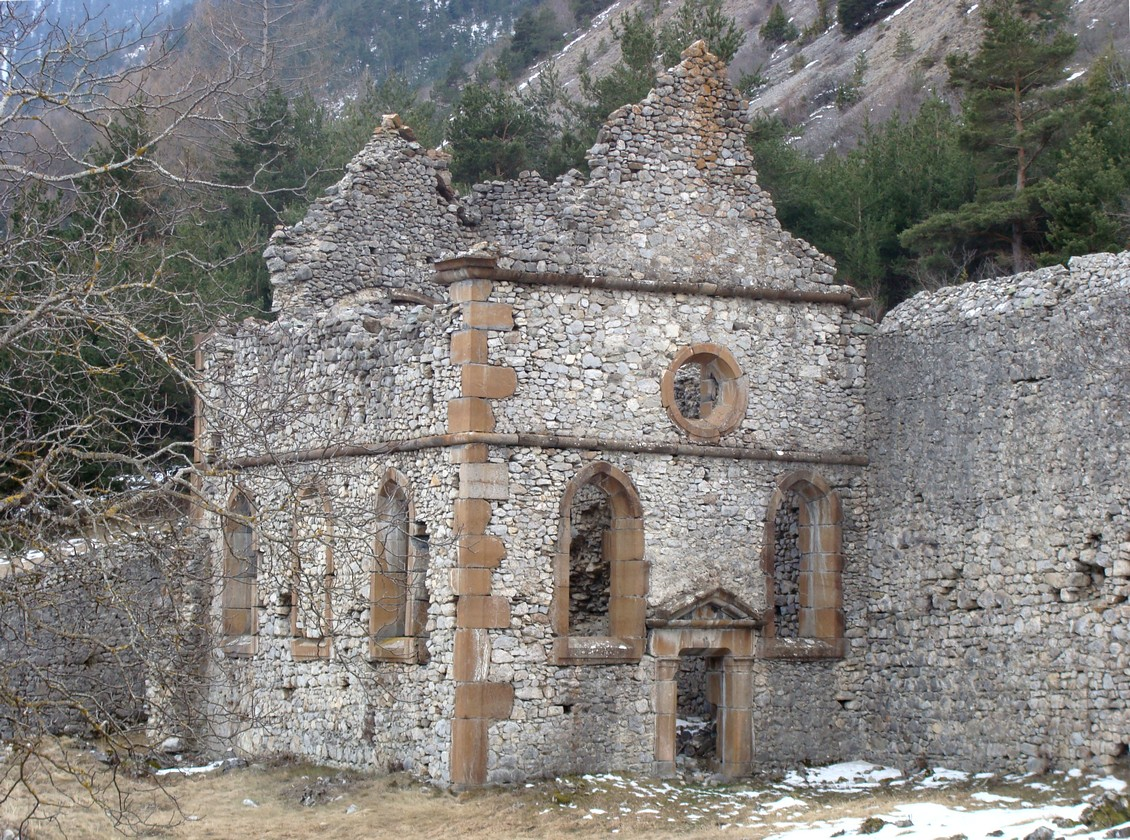
Chapelle.

### Personnalités liées à la commune
François de Bonne, duc de Lesdiguières, maréchal de France, connétable de France et pair de France sous Henri IV et Louis XIII.

### Héraldique
| Blason de Glaizil (Le) | Blason  | D'or à un créquier de gueules.                   |
| Blason de Glaizil (Le) | Détails | Le statut officiel du blason reste à déterminer. |